# Willem Kolff
Willem Johan Kolff (14. února 1911, Leiden, Nizozemsko – 11. února 2009, Newtown, Pensylvánie, USA) byl nizozemský vynálezce umělé ledviny. Usiloval však také o vytvoření dalších umělých orgánů.
V roce 1950 přesídlil do USA, kde zůstal do konce života. Podílel se na vytvoření prvního umělého srdce a v roce 1982 se stal členem týmu, který ho poprvé voperoval do těla pacienta. Zabýval se i vytvářením umělých očí, uší nebo končetin.
Zemřel v roce 2009 ve věku 97 let.